# Pro-Life (telefilme)
"Pro-Life" é o quinto episódio da segunda temporada da série de filmes para televisão antológica norte-americana Masters of Horror. Dirigido por John Carpenter, o episódio é estrelado por Caitlin Wachs e Ron Perlman nos papéis principais. A banda sonora do episódio foi composta por Cody Carpenter.

## Sinopse
Angelique (Caitlin Wachs ) é levada para uma clínica com o intuito de interromper a sua gravidez, fruto de um estupro demoníaco, enquanto Dwayne (Ron Perlman), um fundamentalista religioso, e os seus três filhos decidem alterar os seus planos e garantir que o bebé nasça, após receberem várias mensagens de Deus.

## Links externos
- "Pro-Life" at IMDb